# Csenyéte, Borsod-Abaúj-Zemplén
Csenyéte este un sat în districtul Encs, județul Borsod-Abaúj-Zemplén, Ungaria, având o populație de 474 de locuitori (2011). 

## Demografie
Componența etnică a satului Csenyéte
     Maghiari (52,77%)
     Romi (47,23%)
Componența confesională a satului Csenyéte
     Romano-catolici (69,2%)
     Greco-catolici (6,12%)
     Fără religie (5,06%)
     Reformați (1,69%)
     Necunoscută (17,93%)
Conform recensământului din 2011, satul Csenyéte avea 474 de locuitori. Din punct de vedere etnic, majoritatea locuitorilor (52,77%) erau maghiari, cu o minoritate de romi (47,23%).  Din punct de vedere confesional, majoritatea locuitorilor (69,2%) erau romano-catolici, existând și minorități de greco-catolici (6,12%), persoane fără religie (5,06%) și reformați (1,69%). Pentru 17,93% din locuitori nu este cunoscută apartenența confesională.